# Gent-Wevelgem 2020
Gent-Wevelgem 2020 var den 82. udgave af cykelløbet Gent-Wevelgem. Det belgiske brostensløb var et 238 km langt linjeløb med start i Ieper (Ypres) og mål i Wevelgem. Det var oprindeligt planlagt til at være afholdt 29. marts 2020, men blev på grund af den globale coronaviruspandemi udskudt til 11. oktober. Samtidig med udskydelsen af løbet blev ruten også forkortet fra at være 254,7 kilometer langt til 238, og derfor skulle rytterne efter 130 kilometers kørsel ikke have en afstikker ind i Frankrig. Løbet var en del af UCI's World Tour-kalender i 2020. Løbet blev vundet af danske Mads Pedersen fra Trek-Segafredo.

## Resultater
| \| Samlede stilling \| Samlede stilling \| Samlede stilling \| Samlede stilling \| Samlede stilling \| \| Rytter \| Rytter \| Hold \| Tid \| \| \| ---------------- \| -------------------- \| --------------------- \| ---------------- \| ---------------- \| \| 1. \| Mads Pedersen \| Trek-Segafredo \| 5t 19' 20" \| \| \| 2. \| Florian Sénéchal \| Deceuninck-Quick Step \| + 0" \| \| \| 3. \| Matteo Trentin \| CCC Team \| + 0" \| \| \| 4. \| Alberto Bettiol \| EF Pro Cycling \| + 1" \| \| \| 5. \| Stefan Küng \| Groupama-FDJ \| + 3" \| \| \| 6. \| John Degenkolb \| Lotto-Soudal \| + 4" \| \| \| 7. \| Yves Lampaert \| Deceuninck-Quick Step \| + 4" \| \| \| 8. \| Wout van Aert \| Jumbo-Visma \| + 7" \| \| \| 9. \| Mathieu van der Poel \| Alpecin-Fenix \| + 8" \| \| \| 10. \| Dylan Teuns \| Bahrain McLaren \| + 1' 40" \| \| \| 11. \| Kasper Asgreen \| Deceuninck-Quick Step \| + 1' 56" \| \| \| 12. \| Luke Rowe \| Ineos Grenadiers \| + 1' 56" \| \| \| 13. \| Florian Vermeersch \| Lotto-Soudal \| + 1' 56" \| \| \| 14. \| Oliver Naesen \| AG2R La Mondiale \| + 2' 04" \| \| \| 15. \| Jempy Drucker \| Bora-Hansgrohe \| + 2' 04" \| \| |                      |                       |            |
| |                      |                       |            |
| Kilde: ProCyclingStats |                      |                       |            |
| Samlede stilling |                      |                       |            |
| Rytter | Rytter               | Hold                  | Tid        |
| 1. | Mads Pedersen        | Trek-Segafredo        | 5t 19' 20" |
| 2. | Florian Sénéchal     | Deceuninck-Quick Step | + 0"       |
| 3. | Matteo Trentin       | CCC Team              | + 0"       |
| 4. | Alberto Bettiol      | EF Pro Cycling        | + 1"       |
| 5. | Stefan Küng          | Groupama-FDJ          | + 3"       |
| 6. | John Degenkolb       | Lotto-Soudal          | + 4"       |
| 7. | Yves Lampaert        | Deceuninck-Quick Step | + 4"       |
| 8. | Wout van Aert        | Jumbo-Visma           | + 7"       |
| 9. | Mathieu van der Poel | Alpecin-Fenix         | + 8"       |
| 10. | Dylan Teuns          | Bahrain McLaren       | + 1' 40"   |
| 11. | Kasper Asgreen       | Deceuninck-Quick Step | + 1' 56"   |
| 12. | Luke Rowe            | Ineos Grenadiers      | + 1' 56"   |
| 13. | Florian Vermeersch   | Lotto-Soudal          | + 1' 56"   |
| 14. | Oliver Naesen        | AG2R La Mondiale      | + 2' 04"   |
| 15. | Jempy Drucker        | Bora-Hansgrohe        | + 2' 04"   |

## Hold og ryttere
| UCI WorldTeams (19)- AG2R La Mondiale - Astana - Bahrain McLaren - Bora-Hansgrohe - CCC Team - Cofidis - Deceuninck-Quick Step - EF Pro Cycling - Groupama-FDJ - Israel Start-Up Nation - Lotto Soudal - Mitchelton-Scott - Movistar Team - NTT Pro Cycling - Ineos Grenadiers - Jumbo-Visma - Team Sunweb - Trek-Segafredo - UAE Team Emirates UCI ProTeams (6)- Alpecin-Fenix - Total Direct Énergie - B&B Hotels-Vital Concept p/b KTM - Bingoal-Wallonie Bruxelles - Circus-Wanty Gobert - Sport Vlaanderen-Baloise |
| |

### Danske ryttere
| Danske ryttere på startlisten |                 |                       |           |
| Rygnummer                     | Rytter          | Hold                  | Placering |
| 12                            | Kasper Asgreen  | Deceuninck-Quick Step | 11        |
| 154                           | Michael Valgren | NTT Pro Cycling       | 93        |
| 181                           | Mads Pedersen   | Trek-Segafredo        | 1         |

* DNF = gennemførte ikke

### Startliste
| UAE Team Emirates UAD | UAE Team Emirates UAD      | UAE Team Emirates UAD |
| --------------------- | -------------------------- | --------------------- |
| Nr.                   | Rytter                     | Placering             |
| 1                     | Alexander Kristoff (NOR)   | 19.                   |
| 2                     | Tom Bohli (SUI)            | DNF                   |
| 3                     | Sven Erik Bystrøm (NOR)    | 42.                   |
| 4                     | Vegard Stake Laengen (NOR) | 89.                   |
| 5                     | Marco Marcato (ITA)        | 95.                   |
| 6                     | Rui Oliveira (POR)         | DNF                   |
| 7                     | Jasper Philipsen (BEL)     | 47.                   |

| Deceuninck-Quick Step DQT | Deceuninck-Quick Step DQT       | Deceuninck-Quick Step DQT |
| ------------------------- | ------------------------------- | ------------------------- |
| Nr.                       | Rytter                          | Placering                 |
| 11                        | Sam Bennett (IRL)               | DNF                       |
| 12                        | Kasper Asgreen (DEN) (landevej) | 11.                       |
| 13                        | Tim Declercq (BEL)              | 71.                       |
| 14                        | Yves Lampaert (BEL)             | 7.                        |
| 15                        | Florian Sénéchal (FRA)          | 2.                        |
| 16                        | Zdeněk Štybar (CZE)             | 41.                       |
| 17                        | Bert Van Lerberghe (BEL)        | 72.                       |

| Lotto-Soudal LTS | Lotto-Soudal LTS         | Lotto-Soudal LTS |
| ---------------- | ------------------------ | ---------------- |
| Nr.              | Rytter                   | Placering        |
| 21               | Caleb Ewan (AUS)         | DNF              |
| 22               | Jasper De Buyst (BEL)    | 64.              |
| 23               | John Degenkolb (GER)     | 6.               |
| 24               | Frederik Frison (BEL)    | 26.              |
| 25               | Roger Kluge (GER)        | DNF              |
| 26               | Brent Van Moer (BEL)     | 33.              |
| 27               | Florian Vermeersch (BEL) | 13.              |

| AG2R La Mondiale ALM | AG2R La Mondiale ALM    | AG2R La Mondiale ALM |
| -------------------- | ----------------------- | -------------------- |
| Nr.                  | Rytter                  | Placering            |
| 31                   | Oliver Naesen (BEL)     | 14.                  |
| 32                   | Silvan Dillier (SUI)    | 22.                  |
| 33                   | Julien Duval (FRA)      | 50.                  |
| 34                   | Dorian Godon (FRA)      | DNF                  |
| 35                   | Alexis Gougeard (FRA)   | 46.                  |
| 36                   | Lawrence Naesen (BEL)   | 34.                  |
| 37                   | Stijn Vandenbergh (BEL) | DNF                  |

| Astana AST | Astana AST              | Astana AST |
| ---------- | ----------------------- | ---------- |
| Nr.        | Rytter                  | Placering  |
| 41         | Daniil Fominykh (KAZ)   | DNF        |
| 42         | Laurens De Vreese (BEL) | DNF        |
| 43         | Jevgenij Giditj (KAZ)   | DNF        |
| 44         | Dmitrij Gruzdev (KAZ)   | DNF        |
| 45         | Hugo Houle (CAN)        | 36.        |
| 46         | Davide Martinelli (ITA) | DNF        |
| 47         | Nikita Stalnow (KAZ)    | DNF        |

| Bahrain McLaren TBM | Bahrain McLaren TBM       | Bahrain McLaren TBM |
| ------------------- | ------------------------- | ------------------- |
| Nr.                 | Rytter                    | Placering           |
| 51                  | Mark Cavendish (GBR)      | 74.                 |
| 52                  | Dylan Teuns (BEL)         | 10.                 |
| 53                  | Sonny Colbrelli (ITA)     | DNF                 |
| 54                  | Iván García Cortina (ESP) | 51.                 |
| 55                  | Marco Haller (AUT)        | DNF                 |
| 56                  | Marcel Sieberg (GER)      | DNF                 |
| 57                  | Fred Wright (GBR)         | 39.                 |

| Bora-Hansgrohe BOH | Bora-Hansgrohe BOH        | Bora-Hansgrohe BOH |
| ------------------ | ------------------------- | ------------------ |
| Nr.                | Rytter                    | Placering          |
| 61                 | Pascal Ackermann (GER)    | DNF                |
| 62                 | Marcus Burghardt (GER)    | 31.                |
| 63                 | Jempy Drucker (LUX)       | 15.                |
| 64                 | Daniel Oss (ITA)          | DNF                |
| 65                 | Lukas Pöstlberger (AUT)   | DNF                |
| 66                 | Andreas Schillinger (GER) | 60.                |
| 67                 | Michael Schwarzmann (GER) | DNF                |

| CCC Team CCC | CCC Team CCC                   | CCC Team CCC |
| ------------ | ------------------------------ | ------------ |
| Nr.          | Rytter                         | Placering    |
| 71           | Matteo Trentin (ITA)           | 3.           |
| 72           | Jonas Koch (GER)               | DNF          |
| 73           | Michael Schär (SUI)            | 68.          |
| 74           | Gijs Van Hoecke (BEL)          | 32.          |
| 75           | Nathan Van Hooydonck (BEL)     | 53.          |
| 76           | Guillaume Van Keirsbulck (BEL) | 81.          |
| 77           | Georg Zimmermann (GER)         | 66.          |

| Cofidis COF | Cofidis COF              | Cofidis COF |
| ----------- | ------------------------ | ----------- |
| Nr.         | Rytter                   | Placering   |
| 81          | Christophe Laporte (FRA) | DNF         |
| 82          | Dimitri Claeys (BEL)     | DNF         |
| 83          | Piet Allegaert (BEL)     | 55.         |
| 84          | Cyril Lemoine (FRA)      | 25.         |
| 85          | Damien Touzé (FRA)       | 40.         |
| 87          | Julien Vermote (BEL)     | 58.         |

| EF Pro Cycling EF1 | EF Pro Cycling EF1        | EF Pro Cycling EF1 |
| ------------------ | ------------------------- | ------------------ |
| Nr.                | Rytter                    | Placering          |
| 91                 | Alberto Bettiol (ITA)     | 4.                 |
| 92                 | Jens Keukeleire (BEL)     | 91.                |
| 93                 | Sebastian Langeveld (NED) | DNF                |
| 94                 | Jonas Rutsch (GER)        | DNF                |
| 95                 | Thomas Scully (NZL)       | 44.                |
| 96                 | Julius van den Berg (NED) | 94.                |
| 97                 | Sep Vanmarcke (BEL)       | 17.                |

| Groupama-FDJ GFC | Groupama-FDJ GFC               | Groupama-FDJ GFC |
| ---------------- | ------------------------------ | ---------------- |
| Nr.              | Rytter                         | Placering        |
| 101              | Stefan Küng (SUI)              | 5.               |
| 103              | Kevin Geniets (LUX) (landevej) | DNS              |
| 104              | Fabian Lienhard (SUI)          | DNF              |
| 105              | Tobias Ludvigsson (SWE)        | DNS              |
| 106              | Mickaël Delage (FRA)           | DNF              |
| 107              | Jake Stewart (GBR)             | 35.              |

| Israel Start-Up Nation ISN | Israel Start-Up Nation ISN | Israel Start-Up Nation ISN |
| -------------------------- | -------------------------- | -------------------------- |
| Nr.                        | Rytter                     | Placering                  |
| 111                        | Nils Politt (GER)          | 52.                        |
| 112                        | Travis McCabe (USA)        | DNF                        |
| 113                        | Guillaume Boivin (CAN)     | DNF                        |
| 114                        | Itamar Einhorn (ISR)       | DNF                        |
| 115                        | André Greipel (GER)        | DNF                        |
| 116                        | Hugo Hofstetter (FRA)      | 24.                        |
| 117                        | Tom Van Asbroeck (BEL)     | 48.                        |

| Jumbo-Visma TJV | Jumbo-Visma TJV             | Jumbo-Visma TJV |
| --------------- | --------------------------- | --------------- |
| Nr.             | Rytter                      | Placering       |
| 121             | Wout van Aert (BEL)         | 8.              |
| 122             | Pascal Eenkhoorn (NED)      | 63.             |
| 123             | Amund Grøndahl Jansen (NOR) | 90.             |
| 124             | Taco van der Hoorn (NED)    | 54.             |
| 125             | Timo Roosen (NED)           | 59.             |
| 126             | Mike Teunissen (NED)        | 18.             |
| 127             | Maarten Wynants (BEL)       | DNF             |

| Mitchelton-Scott MTS | Mitchelton-Scott MTS      | Mitchelton-Scott MTS |
| -------------------- | ------------------------- | -------------------- |
| Nr.                  | Rytter                    | Placering            |
| 131                  | Jack Bauer (NZL)          | DNF                  |
| 132                  | Luke Durbridge (AUS)      | DNF                  |
| 133                  | Alexander Edmondson (AUS) | DNF                  |
| 134                  | Kaden Groves (AUS)        | DNF                  |
| 135                  | Alexander Konysjev (ITA)  | 80.                  |
| 136                  | Luka Mezgec (SLO)         | 65.                  |
| 137                  | Barnabás Peák (HUN)       | DNF                  |

| Movistar Team MOV | Movistar Team MOV    | Movistar Team MOV |
| ----------------- | -------------------- | ----------------- |
| Nr.               | Rytter               | Placering         |
| 141               | Iñigo Elosegui (ESP) | DNF               |
| 142               | Juri Hollmann (GER)  | 67.               |
| 143               | Johan Jacobs (SUI)   | 16.               |
| 144               | Sebastián Mora (ESP) | DNF               |
| 145               | Eduard Prades (ESP)  | 70.               |

| NTT Pro Cycling NTT | NTT Pro Cycling NTT               | NTT Pro Cycling NTT |
| ------------------- | --------------------------------- | ------------------- |
| Nr.                 | Rytter                            | Placering           |
| 151                 | Edvald Boasson Hagen (NOR)        | 45.                 |
| 152                 | Samuele Battistella (ITA)         | 61.                 |
| 153                 | Michael Gogl (AUT)                | 92.                 |
| 154                 | Michael Valgren (DEN)             | 93.                 |
| 155                 | Reinardt Janse van Rensburg (RSA) | 28.                 |
| 156                 | Rasmus Tiller (NOR)               | 43.                 |
| 157                 | Max Walscheid (GER)               | 57.                 |

| Ineos Grenadiers IGD | Ineos Grenadiers IGD      | Ineos Grenadiers IGD |
| -------------------- | ------------------------- | -------------------- |
| Nr.                  | Rytter                    | Placering            |
| 161                  | Michał Kwiatkowski (POL)  | DNF                  |
| 162                  | Leonardo Basso (ITA)      | 79.                  |
| 163                  | Christian Knees (GER)     | DNF                  |
| 164                  | Christopher Lawless (GBR) | 83.                  |
| 165                  | Ethan Hayter (GBR)        | DNF                  |
| 166                  | Luke Rowe (GBR)           | 12.                  |
| 167                  | Owain Doull (GBR)         | DNF                  |

| Team Sunweb SUN | Team Sunweb SUN       | Team Sunweb SUN |
| --------------- | --------------------- | --------------- |
| Nr.             | Rytter                | Placering       |
| 172             | Nikias Arndt (GER)    | DNF             |
| 173             | Cees Bol (NED)        | 21.             |
| 174             | Alberto Dainese (ITA) | DNF             |
| 175             | Nils Eekhoff (NED)    | DNF             |
| 176             | Max Kanter (GER)      | DNF             |
| 177             | Mark Donovan (GBR)    | DNF             |

| Trek-Segafredo TFS | Trek-Segafredo TFS   | Trek-Segafredo TFS |
| ------------------ | -------------------- | ------------------ |
| Nr.                | Rytter               | Placering          |
| 181                | Mads Pedersen (DEN)  | 1.                 |
| 182                | Alex Kirsch (LUX)    | DNF                |
| 183                | Ryan Mullen (IRL)    | DNF                |
| 184                | Kiel Reijnen (USA)   | DNF                |
| 185                | Toms Skujiņš (LAT)   | 86.                |
| 186                | Jasper Stuyven (BEL) | 38.                |
| 187                | Edward Theuns (BEL)  | 75.                |

| Total Direct Énergie TDE | Total Direct Énergie TDE | Total Direct Énergie TDE |
| ------------------------ | ------------------------ | ------------------------ |
| Nr.                      | Rytter                   | Placering                |
| 191                      | Niki Terpstra (NED)      | 73.                      |
| 193                      | Mathieu Burgaudeau (FRA) | 88.                      |
| 194                      | Adrien Petit (FRA)       | DNF                      |
| 195                      | Geoffrey Soupe (FRA)     | DNF                      |
| 196                      | Anthony Turgis (FRA)     | 29.                      |
| 197                      | Dries Van Gestel (BEL)   | 85.                      |
| 198                      | Niccolò Bonifazio (ITA)  | DNF                      |

| Alpecin-Fenix AFC | Alpecin-Fenix AFC                     | Alpecin-Fenix AFC |
| ----------------- | ------------------------------------- | ----------------- |
| Nr.               | Rytter                                | Placering         |
| 201               | Mathieu van der Poel (NED) (landevej) | 9.                |
| 202               | Senne Leysen (BEL)                    | DNF               |
| 203               | Tim Merlier (BEL)                     | 27.               |
| 204               | Jonas Rickaert (BEL)                  | 49.               |
| 205               | Oscar Riesebeek (NED)                 | 69.               |
| 206               | Otto Vergaerde (BEL)                  | 56.               |
| 207               | Gianni Vermeersch (BEL)               | 30.               |

| B&B Hotels-Vital Concept p/b KTM BVC | B&B Hotels-Vital Concept p/b KTM BVC | B&B Hotels-Vital Concept p/b KTM BVC |
| ------------------------------------ | ------------------------------------ | ------------------------------------ |
| Nr.                                  | Rytter                               | Placering                            |
| 211                                  | Jens Debusschere (BEL)               | 37.                                  |
| 212                                  | Frederik Backaert (BEL)              | DNF                                  |
| 213                                  | Bert De Backer (BEL)                 | 84.                                  |
| 214                                  | Jérémy Lecroq (FRA)                  | DNF                                  |
| 215                                  | Julien Morice (FRA)                  | 87.                                  |
| 216                                  | Luca Mozzato (ITA)                   | DNF                                  |
| 217                                  | Jonas Vangenechten (BEL)             | DNF                                  |

| Bingoal-Wallonie Bruxelles WVA | Bingoal-Wallonie Bruxelles WVA | Bingoal-Wallonie Bruxelles WVA |
| ------------------------------ | ------------------------------ | ------------------------------ |
| Nr.                            | Rytter                         | Placering                      |
| 221                            | Lionel Taminiaux (BEL)         | DNF                            |
| 222                            | Sean De Bie (BEL)              | DNF                            |
| 223                            | Jonas Castrique (BEL)          | DNF                            |
| 224                            | Kenny Molly (BEL)              | 82.                            |
| 225                            | Aksel Nõmmela (EST)            | 77.                            |
| 226                            | Ludovic Robeet (BEL)           | DNF                            |
| 227                            | Tom Wirtgen (LUX)              | DNF                            |

| Circus-Wanty Gobert CWG | Circus-Wanty Gobert CWG    | Circus-Wanty Gobert CWG |
| ----------------------- | -------------------------- | ----------------------- |
| Nr.                     | Rytter                     | Placering               |
| 231                     | Ludwig De Winter (BEL)     | DNF                     |
| 232                     | Xandro Meurisse (BEL)      | 78.                     |
| 233                     | Timothy Dupont (BEL)       | DNF                     |
| 234                     | Andrea Pasqualon (ITA)     | 20.                     |
| 235                     | Boy van Poppel (NED)       | DNF                     |
| 236                     | Danny van Poppel (NED)     | DNF                     |
| 237                     | Pieter Vanspeybrouck (BEL) | DNF                     |

| Sport Vlaanderen-Baloise SVB | Sport Vlaanderen-Baloise SVB | Sport Vlaanderen-Baloise SVB |
| ---------------------------- | ---------------------------- | ---------------------------- |
| Nr.                          | Rytter                       | Placering                    |
| 241                          | Cedric Beullens (BEL)        | DNF                          |
| 242                          | Amaury Capiot (BEL)          | 23.                          |
| 243                          | Gilles De Wilde (BEL)        | DNF                          |
| 244                          | Thomas Sprengers (BEL)       | 76.                          |
| 245                          | Kenneth Van Rooy (BEL)       | DNF                          |
| 246                          | Aaron Van Poucke (BEL)       | 62.                          |
| 247                          | Sasha Weemaes (BEL)          | DNF                          |

| UAE Team Emirates UAD | UAE Team Emirates UAD      | UAE Team Emirates UAD |
| --------------------- | -------------------------- | --------------------- |
| Nr.                   | Rytter                     | Placering             |
| 1                     | Alexander Kristoff (NOR)   | 19.                   |
| 2                     | Tom Bohli (SUI)            | DNF                   |
| 3                     | Sven Erik Bystrøm (NOR)    | 42.                   |
| 4                     | Vegard Stake Laengen (NOR) | 89.                   |
| 5                     | Marco Marcato (ITA)        | 95.                   |
| 6                     | Rui Oliveira (POR)         | DNF                   |
| 7                     | Jasper Philipsen (BEL)     | 47.                   |

| Deceuninck-Quick Step DQT | Deceuninck-Quick Step DQT       | Deceuninck-Quick Step DQT |
| ------------------------- | ------------------------------- | ------------------------- |
| Nr.                       | Rytter                          | Placering                 |
| 11                        | Sam Bennett (IRL)               | DNF                       |
| 12                        | Kasper Asgreen (DEN) (landevej) | 11.                       |
| 13                        | Tim Declercq (BEL)              | 71.                       |
| 14                        | Yves Lampaert (BEL)             | 7.                        |
| 15                        | Florian Sénéchal (FRA)          | 2.                        |
| 16                        | Zdeněk Štybar (CZE)             | 41.                       |
| 17                        | Bert Van Lerberghe (BEL)        | 72.                       |

| Lotto-Soudal LTS | Lotto-Soudal LTS         | Lotto-Soudal LTS |
| ---------------- | ------------------------ | ---------------- |
| Nr.              | Rytter                   | Placering        |
| 21               | Caleb Ewan (AUS)         | DNF              |
| 22               | Jasper De Buyst (BEL)    | 64.              |
| 23               | John Degenkolb (GER)     | 6.               |
| 24               | Frederik Frison (BEL)    | 26.              |
| 25               | Roger Kluge (GER)        | DNF              |
| 26               | Brent Van Moer (BEL)     | 33.              |
| 27               | Florian Vermeersch (BEL) | 13.              |

| AG2R La Mondiale ALM | AG2R La Mondiale ALM    | AG2R La Mondiale ALM |
| -------------------- | ----------------------- | -------------------- |
| Nr.                  | Rytter                  | Placering            |
| 31                   | Oliver Naesen (BEL)     | 14.                  |
| 32                   | Silvan Dillier (SUI)    | 22.                  |
| 33                   | Julien Duval (FRA)      | 50.                  |
| 34                   | Dorian Godon (FRA)      | DNF                  |
| 35                   | Alexis Gougeard (FRA)   | 46.                  |
| 36                   | Lawrence Naesen (BEL)   | 34.                  |
| 37                   | Stijn Vandenbergh (BEL) | DNF                  |

| Astana AST | Astana AST              | Astana AST |
| ---------- | ----------------------- | ---------- |
| Nr.        | Rytter                  | Placering  |
| 41         | Daniil Fominykh (KAZ)   | DNF        |
| 42         | Laurens De Vreese (BEL) | DNF        |
| 43         | Jevgenij Giditj (KAZ)   | DNF        |
| 44         | Dmitrij Gruzdev (KAZ)   | DNF        |
| 45         | Hugo Houle (CAN)        | 36.        |
| 46         | Davide Martinelli (ITA) | DNF        |
| 47         | Nikita Stalnow (KAZ)    | DNF        |

| Bahrain McLaren TBM | Bahrain McLaren TBM       | Bahrain McLaren TBM |
| ------------------- | ------------------------- | ------------------- |
| Nr.                 | Rytter                    | Placering           |
| 51                  | Mark Cavendish (GBR)      | 74.                 |
| 52                  | Dylan Teuns (BEL)         | 10.                 |
| 53                  | Sonny Colbrelli (ITA)     | DNF                 |
| 54                  | Iván García Cortina (ESP) | 51.                 |
| 55                  | Marco Haller (AUT)        | DNF                 |
| 56                  | Marcel Sieberg (GER)      | DNF                 |
| 57                  | Fred Wright (GBR)         | 39.                 |

| Bora-Hansgrohe BOH | Bora-Hansgrohe BOH        | Bora-Hansgrohe BOH |
| ------------------ | ------------------------- | ------------------ |
| Nr.                | Rytter                    | Placering          |
| 61                 | Pascal Ackermann (GER)    | DNF                |
| 62                 | Marcus Burghardt (GER)    | 31.                |
| 63                 | Jempy Drucker (LUX)       | 15.                |
| 64                 | Daniel Oss (ITA)          | DNF                |
| 65                 | Lukas Pöstlberger (AUT)   | DNF                |
| 66                 | Andreas Schillinger (GER) | 60.                |
| 67                 | Michael Schwarzmann (GER) | DNF                |

| CCC Team CCC | CCC Team CCC                   | CCC Team CCC |
| ------------ | ------------------------------ | ------------ |
| Nr.          | Rytter                         | Placering    |
| 71           | Matteo Trentin (ITA)           | 3.           |
| 72           | Jonas Koch (GER)               | DNF          |
| 73           | Michael Schär (SUI)            | 68.          |
| 74           | Gijs Van Hoecke (BEL)          | 32.          |
| 75           | Nathan Van Hooydonck (BEL)     | 53.          |
| 76           | Guillaume Van Keirsbulck (BEL) | 81.          |
| 77           | Georg Zimmermann (GER)         | 66.          |

| Cofidis COF | Cofidis COF              | Cofidis COF |
| ----------- | ------------------------ | ----------- |
| Nr.         | Rytter                   | Placering   |
| 81          | Christophe Laporte (FRA) | DNF         |
| 82          | Dimitri Claeys (BEL)     | DNF         |
| 83          | Piet Allegaert (BEL)     | 55.         |
| 84          | Cyril Lemoine (FRA)      | 25.         |
| 85          | Damien Touzé (FRA)       | 40.         |
| 87          | Julien Vermote (BEL)     | 58.         |

| EF Pro Cycling EF1 | EF Pro Cycling EF1        | EF Pro Cycling EF1 |
| ------------------ | ------------------------- | ------------------ |
| Nr.                | Rytter                    | Placering          |
| 91                 | Alberto Bettiol (ITA)     | 4.                 |
| 92                 | Jens Keukeleire (BEL)     | 91.                |
| 93                 | Sebastian Langeveld (NED) | DNF                |
| 94                 | Jonas Rutsch (GER)        | DNF                |
| 95                 | Thomas Scully (NZL)       | 44.                |
| 96                 | Julius van den Berg (NED) | 94.                |
| 97                 | Sep Vanmarcke (BEL)       | 17.                |

| Groupama-FDJ GFC | Groupama-FDJ GFC               | Groupama-FDJ GFC |
| ---------------- | ------------------------------ | ---------------- |
| Nr.              | Rytter                         | Placering        |
| 101              | Stefan Küng (SUI)              | 5.               |
| 103              | Kevin Geniets (LUX) (landevej) | DNS              |
| 104              | Fabian Lienhard (SUI)          | DNF              |
| 105              | Tobias Ludvigsson (SWE)        | DNS              |
| 106              | Mickaël Delage (FRA)           | DNF              |
| 107              | Jake Stewart (GBR)             | 35.              |

| Israel Start-Up Nation ISN | Israel Start-Up Nation ISN | Israel Start-Up Nation ISN |
| -------------------------- | -------------------------- | -------------------------- |
| Nr.                        | Rytter                     | Placering                  |
| 111                        | Nils Politt (GER)          | 52.                        |
| 112                        | Travis McCabe (USA)        | DNF                        |
| 113                        | Guillaume Boivin (CAN)     | DNF                        |
| 114                        | Itamar Einhorn (ISR)       | DNF                        |
| 115                        | André Greipel (GER)        | DNF                        |
| 116                        | Hugo Hofstetter (FRA)      | 24.                        |
| 117                        | Tom Van Asbroeck (BEL)     | 48.                        |

| Jumbo-Visma TJV | Jumbo-Visma TJV             | Jumbo-Visma TJV |
| --------------- | --------------------------- | --------------- |
| Nr.             | Rytter                      | Placering       |
| 121             | Wout van Aert (BEL)         | 8.              |
| 122             | Pascal Eenkhoorn (NED)      | 63.             |
| 123             | Amund Grøndahl Jansen (NOR) | 90.             |
| 124             | Taco van der Hoorn (NED)    | 54.             |
| 125             | Timo Roosen (NED)           | 59.             |
| 126             | Mike Teunissen (NED)        | 18.             |
| 127             | Maarten Wynants (BEL)       | DNF             |

| Mitchelton-Scott MTS | Mitchelton-Scott MTS      | Mitchelton-Scott MTS |
| -------------------- | ------------------------- | -------------------- |
| Nr.                  | Rytter                    | Placering            |
| 131                  | Jack Bauer (NZL)          | DNF                  |
| 132                  | Luke Durbridge (AUS)      | DNF                  |
| 133                  | Alexander Edmondson (AUS) | DNF                  |
| 134                  | Kaden Groves (AUS)        | DNF                  |
| 135                  | Alexander Konysjev (ITA)  | 80.                  |
| 136                  | Luka Mezgec (SLO)         | 65.                  |
| 137                  | Barnabás Peák (HUN)       | DNF                  |

| Movistar Team MOV | Movistar Team MOV    | Movistar Team MOV |
| ----------------- | -------------------- | ----------------- |
| Nr.               | Rytter               | Placering         |
| 141               | Iñigo Elosegui (ESP) | DNF               |
| 142               | Juri Hollmann (GER)  | 67.               |
| 143               | Johan Jacobs (SUI)   | 16.               |
| 144               | Sebastián Mora (ESP) | DNF               |
| 145               | Eduard Prades (ESP)  | 70.               |

| NTT Pro Cycling NTT | NTT Pro Cycling NTT               | NTT Pro Cycling NTT |
| ------------------- | --------------------------------- | ------------------- |
| Nr.                 | Rytter                            | Placering           |
| 151                 | Edvald Boasson Hagen (NOR)        | 45.                 |
| 152                 | Samuele Battistella (ITA)         | 61.                 |
| 153                 | Michael Gogl (AUT)                | 92.                 |
| 154                 | Michael Valgren (DEN)             | 93.                 |
| 155                 | Reinardt Janse van Rensburg (RSA) | 28.                 |
| 156                 | Rasmus Tiller (NOR)               | 43.                 |
| 157                 | Max Walscheid (GER)               | 57.                 |

| Ineos Grenadiers IGD | Ineos Grenadiers IGD      | Ineos Grenadiers IGD |
| -------------------- | ------------------------- | -------------------- |
| Nr.                  | Rytter                    | Placering            |
| 161                  | Michał Kwiatkowski (POL)  | DNF                  |
| 162                  | Leonardo Basso (ITA)      | 79.                  |
| 163                  | Christian Knees (GER)     | DNF                  |
| 164                  | Christopher Lawless (GBR) | 83.                  |
| 165                  | Ethan Hayter (GBR)        | DNF                  |
| 166                  | Luke Rowe (GBR)           | 12.                  |
| 167                  | Owain Doull (GBR)         | DNF                  |

| Team Sunweb SUN | Team Sunweb SUN       | Team Sunweb SUN |
| --------------- | --------------------- | --------------- |
| Nr.             | Rytter                | Placering       |
| 172             | Nikias Arndt (GER)    | DNF             |
| 173             | Cees Bol (NED)        | 21.             |
| 174             | Alberto Dainese (ITA) | DNF             |
| 175             | Nils Eekhoff (NED)    | DNF             |
| 176             | Max Kanter (GER)      | DNF             |
| 177             | Mark Donovan (GBR)    | DNF             |

| Trek-Segafredo TFS | Trek-Segafredo TFS   | Trek-Segafredo TFS |
| ------------------ | -------------------- | ------------------ |
| Nr.                | Rytter               | Placering          |
| 181                | Mads Pedersen (DEN)  | 1.                 |
| 182                | Alex Kirsch (LUX)    | DNF                |
| 183                | Ryan Mullen (IRL)    | DNF                |
| 184                | Kiel Reijnen (USA)   | DNF                |
| 185                | Toms Skujiņš (LAT)   | 86.                |
| 186                | Jasper Stuyven (BEL) | 38.                |
| 187                | Edward Theuns (BEL)  | 75.                |

| Total Direct Énergie TDE | Total Direct Énergie TDE | Total Direct Énergie TDE |
| ------------------------ | ------------------------ | ------------------------ |
| Nr.                      | Rytter                   | Placering                |
| 191                      | Niki Terpstra (NED)      | 73.                      |
| 193                      | Mathieu Burgaudeau (FRA) | 88.                      |
| 194                      | Adrien Petit (FRA)       | DNF                      |
| 195                      | Geoffrey Soupe (FRA)     | DNF                      |
| 196                      | Anthony Turgis (FRA)     | 29.                      |
| 197                      | Dries Van Gestel (BEL)   | 85.                      |
| 198                      | Niccolò Bonifazio (ITA)  | DNF                      |

| Alpecin-Fenix AFC | Alpecin-Fenix AFC                     | Alpecin-Fenix AFC |
| ----------------- | ------------------------------------- | ----------------- |
| Nr.               | Rytter                                | Placering         |
| 201               | Mathieu van der Poel (NED) (landevej) | 9.                |
| 202               | Senne Leysen (BEL)                    | DNF               |
| 203               | Tim Merlier (BEL)                     | 27.               |
| 204               | Jonas Rickaert (BEL)                  | 49.               |
| 205               | Oscar Riesebeek (NED)                 | 69.               |
| 206               | Otto Vergaerde (BEL)                  | 56.               |
| 207               | Gianni Vermeersch (BEL)               | 30.               |

| B&B Hotels-Vital Concept p/b KTM BVC | B&B Hotels-Vital Concept p/b KTM BVC | B&B Hotels-Vital Concept p/b KTM BVC |
| ------------------------------------ | ------------------------------------ | ------------------------------------ |
| Nr.                                  | Rytter                               | Placering                            |
| 211                                  | Jens Debusschere (BEL)               | 37.                                  |
| 212                                  | Frederik Backaert (BEL)              | DNF                                  |
| 213                                  | Bert De Backer (BEL)                 | 84.                                  |
| 214                                  | Jérémy Lecroq (FRA)                  | DNF                                  |
| 215                                  | Julien Morice (FRA)                  | 87.                                  |
| 216                                  | Luca Mozzato (ITA)                   | DNF                                  |
| 217                                  | Jonas Vangenechten (BEL)             | DNF                                  |

| Bingoal-Wallonie Bruxelles WVA | Bingoal-Wallonie Bruxelles WVA | Bingoal-Wallonie Bruxelles WVA |
| ------------------------------ | ------------------------------ | ------------------------------ |
| Nr.                            | Rytter                         | Placering                      |
| 221                            | Lionel Taminiaux (BEL)         | DNF                            |
| 222                            | Sean De Bie (BEL)              | DNF                            |
| 223                            | Jonas Castrique (BEL)          | DNF                            |
| 224                            | Kenny Molly (BEL)              | 82.                            |
| 225                            | Aksel Nõmmela (EST)            | 77.                            |
| 226                            | Ludovic Robeet (BEL)           | DNF                            |
| 227                            | Tom Wirtgen (LUX)              | DNF                            |

| Circus-Wanty Gobert CWG | Circus-Wanty Gobert CWG    | Circus-Wanty Gobert CWG |
| ----------------------- | -------------------------- | ----------------------- |
| Nr.                     | Rytter                     | Placering               |
| 231                     | Ludwig De Winter (BEL)     | DNF                     |
| 232                     | Xandro Meurisse (BEL)      | 78.                     |
| 233                     | Timothy Dupont (BEL)       | DNF                     |
| 234                     | Andrea Pasqualon (ITA)     | 20.                     |
| 235                     | Boy van Poppel (NED)       | DNF                     |
| 236                     | Danny van Poppel (NED)     | DNF                     |
| 237                     | Pieter Vanspeybrouck (BEL) | DNF                     |

| Sport Vlaanderen-Baloise SVB | Sport Vlaanderen-Baloise SVB | Sport Vlaanderen-Baloise SVB |
| ---------------------------- | ---------------------------- | ---------------------------- |
| Nr.                          | Rytter                       | Placering                    |
| 241                          | Cedric Beullens (BEL)        | DNF                          |
| 242                          | Amaury Capiot (BEL)          | 23.                          |
| 243                          | Gilles De Wilde (BEL)        | DNF                          |
| 244                          | Thomas Sprengers (BEL)       | 76.                          |
| 245                          | Kenneth Van Rooy (BEL)       | DNF                          |
| 246                          | Aaron Van Poucke (BEL)       | 62.                          |
| 247                          | Sasha Weemaes (BEL)          | DNF                          |